# Beckley, Oxfordshire
Beckley är en by i civil parish Beckley and Stowood, i distriktet South Oxfordshire, i grevskapet Oxfordshire, i England. Byn är belägen 7 km från Oxford. Beckley var en civil parish fram till 1932 när blev den en del av Beckley and Stowood och Fencott and Murcott. Civil parish hade 288 invånare år 1931. Byn nämndes i Domedagsboken (Domesday Book) år 1086, och kallades då Bechelie.